# Miquel Sarrias Domingo
Miquel Sarrias i Domingo (Barcelona, 19 de gener de 1930 - 2002) fou un metge i primer director de l'Institut Guttmann.

## Biografia
Es llicencià en medicina i cirurgia per la Universitat de Barcelona el 1955, entre 1958 i 1961 va ser deixeble del Dr. Josep Trueta en Oxford, on es va especialitzar en cirurgia ortopèdica i traumatologia.
El 1964, Guillermo González Gilbey li va proposar la direcció mèdica del primer hospital a Espanya dedicat al tractament de les persones amb lesions medul·lars, després que passés set mesos estudiant amb el Dr. Ludwig Guttmann a Stoke Mandeville, hospital britànic especialitzat en el tractament de persones amb lesions medul·lars.
El nou hospital va ser inaugurat el 27 de novembre de 1965, i en honor de Sir Ludwig Guttmann, va adoptar el nom "Institut Guttmann, Centre de Lesionats Medul·lars".
Des de llavors i fins a la seva jubilació el 1997, el Dr. Sarrias va dirigir l'hospital, guiant-lo fins a convertir-lo en un referent nacional. El seu lideratge es va caracteritzar pel rigor en la pràctica assistencial, el tracte humà a les persones ateses i l'exploració constant de noves maneres de tractar als pacients, destacant, per exemple, en la promoció de la "tècnica de Barcelona" per a la implantació del SARS (electroestimulació de les arrels sacro anteriors).
Al mateix temps, va desenvolupar el programa de formació de nous especialistes i va ajudar tant l'avanç de l'especialitat com les associacions acadèmiques espanyoles i internacionals. Va ser el representant espanyol de la IMSOP (International Medical Society of Paraplegia), així com iniciador i president de la SEP (la Societat Espanyola de Paraplejía). Va ser membre de la junta editorial de la revista Paraplegia-Spinal Cord. El 1992 va organitzar la Reunió Científica Anual de la IMSOP, a Barcelona, coincidint amb els Jocs Paralímpics. En el mateix any va ser condecorat amb la medalla d'or del Club Europeu de Salut i va ser triat membre vitalici de la Academie Médicale Européene de Readaptation.